# Stockage des grumes
Le stockage des grumes est l'étape qui suit l'abattage d'un arbre ou son débardage, les grumes sont entreposées d'une certaine façon pour soutenir leur qualité.

## Description

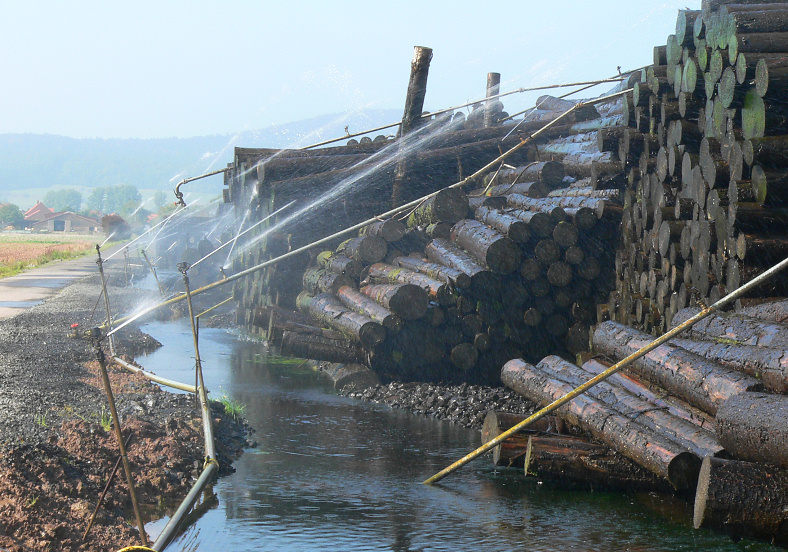
Stockage humide des grumes (Edertal, 2008).

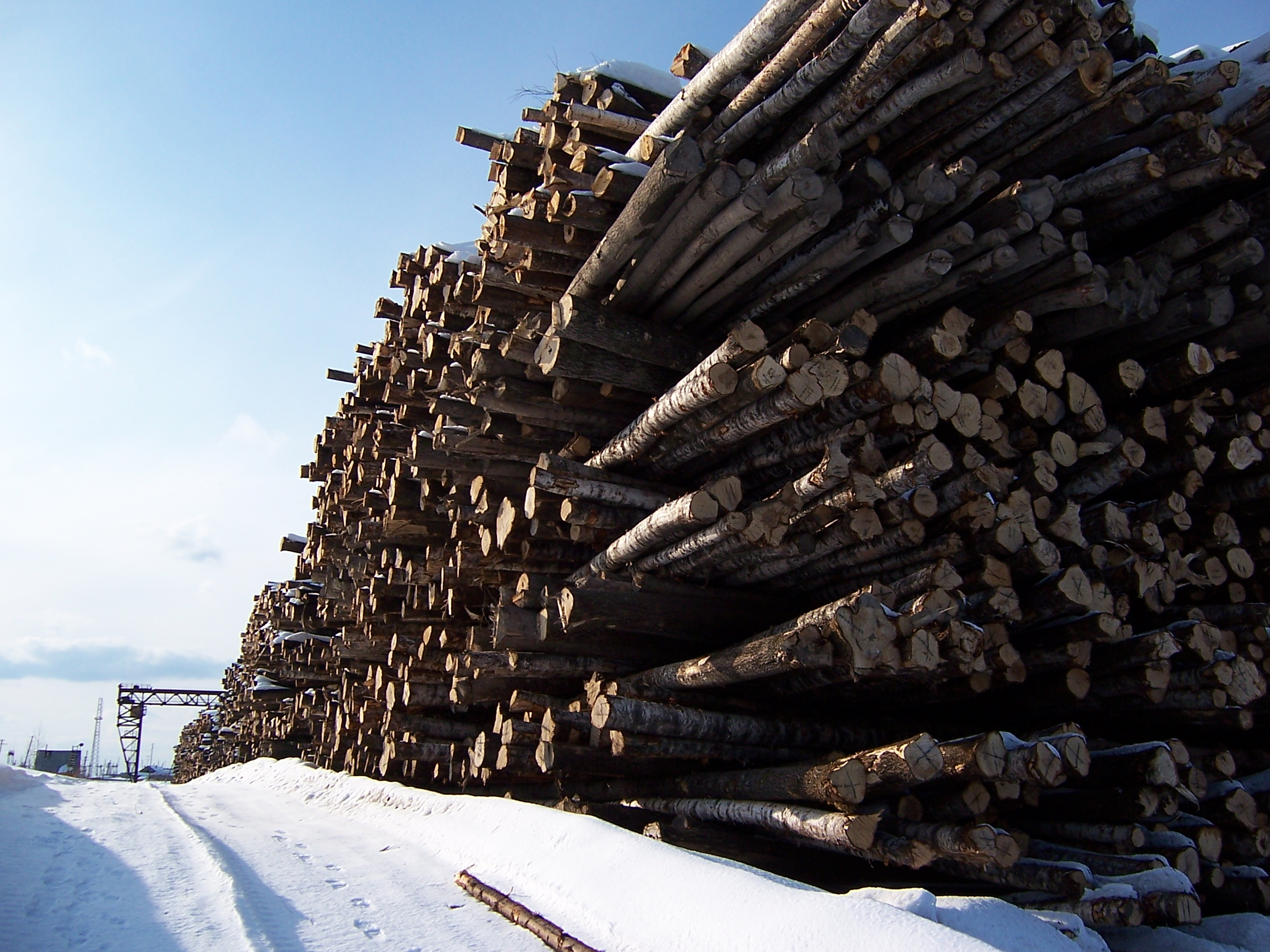
Stockage à l'air libre en pile croisée des grumes Entrepôt d'une entreprise russe d'exploitation forestière, région de Kirov, Russie, 2008.

La détérioration affecte la valeur des grumes de résineux pour des utilisations allant du bois d’œuvre aux copeaux de bois. Les grumes doivent être traitées dès que possible après la chute (l'arbre a été abattu, ou il est tombé de manière accidentelle, c'est un chablis), surtout par temps chaud, tout particulièrement dans les zones tropicales. Une fois les grumes traitées, des mesures doivent être prises pour soutenir leur qualité. Les grumes doivent être stockées de manière appropriée, in-situ en forêt sur aire de dépôt, ou portées a un parc à grumes (log yard, lumber yard (en)).
Stocker les grumes en forêt pendant de longues périodes attire les insectes nuisibles et peut encourager aussi les invasions d'insectes ravageurs. Ces derniers constituent au Canada une source importante de perturbation naturelle dans la région boréale. Aussi dans les régions tropicales. 
Les bois doivent être stockés de manière à minimiser les effets associés au retrait du bois (réduction des dimensions du bois due à l'abaissement de son degré d'humidité au-dessous du point de saturation des fibres), les gerces (fente produite dans une pièce de bois par la dessiccation) et aux attaques de champignons, bactéries et insectes. Les retraits sont minimes pendant les périodes de temps froid et tempéré. Les champignons et les insectes sont inactifs à une température ambiante inférieure à 0 °C, ou en stockage humide avec une faible teneur en oxygène. Cependant, les bactéries peuvent se développer dans du bois en ambiance humide, dans des conditions anaérobies, sauf sous le point de congélation. 
En dehors de l'hiver, les attaques fongiques les plus à craindre sont celle qui provoquent la pourriture fibreuse, capable de détruire cellulose, hemicellulose et lignine, et celles qui provoquent la pourriture cubique qui épargne la lignine. Le bois fraîchement abattu du fait de taux de humidité élevé (95% par rapport au poids sec pour les feuillus et 150% pour les résineux) est préservé de ces attaques. Il faut pour qu'elles se développent que la teneur en humidité du bois ne soit ni trop élevée (saturée en eau et par là pauvre en oxygène) ni trop basse (humidité inférieure à 20%). Une humidité très haute ou très basse est dès lors la meilleure protection contre les attaques fongiques. 
Lorsque l'arbre est abattu, l'écorce demeure une protection contre les insectes. Si le débardage n'est pas possible immédiatement et si l'écorce n'est pas meurtrie, les grumes ne sont pas tronçonnées pour assurer leur conservation. La seule voie d'infestation est la section d'abattage. 
Pour maintenir un taux d'humidité élevé, l'écorçage est évité car l'écorce protège de la perte d'humidité; encore une fois l'attaque des grumes se fait principalement par les extrémités coupées, le stockage par aspersion est recommandé.  Stockage par aspersion et ensilage permettent de conserver les bois de manière illimitée. Lorsque le stockage en forêt est inévitable, le stockage peut se faire quelques jours à quelques semaines, mais il peut également se réaliser plusieurs mois à plusieurs années à condition de mettre en œuvre l'une de ces dernière méthodes de préservation contraignante au niveau matériel et logistique (pour l'aspersion il faut un accès à l'eau et à l'électricité, les bâches sont coûteuses).  
Autorisé dans certains cas,exclu dans le cas de l'aspersion, l'enduisage des extrémités des grumes avec des produits étanches, empêche le passage de l'eau et de l'air, formant une mesure complémentaire de préservation.

## Stockage humide des grumes
Le stockage se fait par aspersion ou par immersion. Le stockage humide des grumes était pratiqué du temps de la marine en  bois dans des bassins d'enclavation.
La mise sous eau doit se faire dans les jours qui suivent l'abattage, 2-3 semaines après éventuellement, selon les conditions climatiques.

## Stockage à l'air libre
Différents auteurs ont préconisé le séchage à l'air libre (« à sec ») des grumes résineuses écorcées, destinées essentiellement à un usage en charpente, en « piles croisées », avec ou sans installation d’une couverture de toit; au printemps puis en été (en condition estivale), directement après l'abattage qui nécessairement a eu lieu en hiver; jugé le moyen le moins cher d'assurer la préservation des grumes, la durée de stockage ne pouvant durer plus de cinq mois. Mais des résultats enregistrés en France après une à deux saisons jugés peu encourageants en raison de dégradations significatives d’une partie des bois on fait abandonner cette méthode. En outre,cette technique n’est pas recommandée pour les pins qui bleuissent après écorçage. La teneur en eau par rapport à l'humidité crée à un moment donné les conditions favorable à une infection fongique. « Si le séchage est trop lent, il peut y avoir des dommages fongiques. Si le séchage est trop rapide, il y a un risque de fentes de retrait excessif »,.

## Ensilage
Pour les arbres à forte valeur intrinsèque on pratique l’ensilage ou bâchage des grumes pour diminuer l'apport en oxygène, méthode jugée insuffisante en période de chaleur.

## Traitement chimique des grumes
Les traitements temporaires permettent aux grumes d'être stockées temporairement en forêt, ou transportées sans dommages biologiques avant d'être transformées en produits finis. Ce traitement ne se substitue pas aux  traitements ultérieurs, qui dépendent du type de mise-en-œuvre des bois. Les matières les plus utilisées sont:  contre les insectes et les champignons, la bifenthrine, assurant la double protection, les sels d'amonium quaternaire, les thiazoles, l'Butylcarbamate d'iodopropynyle (IBPC) et les dérivés de l'acide borique. Sont interdits par les écolabels Forest Stewardship Council (FSC) et PEFC: adrine, cyperméthrine, dieldrine, diflubenzuron, endosulfan, hexachlorobenzène, pentachlorophénol, perméthrine, etc.

## Autres méthodes
L'enfouissement dans la terre ou la neige, est aussi pratiqué. Le stockage en mine, en caverne, ou l’utilisation d’eau salée pour la conservation par voie humide ont été aussi proposés.